# Warszawskie Spotkania Teatralne
Warszawskie Spotkania Teatralne (WST) – jeden z najstarszych i najbardziej prestiżowych polskich festiwali teatralnych prezentujących przedstawienia teatralne z całego kraju. Odbywa się raz do roku, wiosną. Nie ma charakteru konkursowego. Pierwsza edycja festiwalu odbyła się 1965 roku.

## Historia

### 1965-1981 (edycje I-XVI)
Pierwsza edycja festiwalu, zorganizowana przez Wydział Kultury Prezydium Rady Narodowej m.st. Warszawy, odbyła się na przełomie listopada i grudnia 1965 roku. W Warszawie pokazano wtedy dziesięć spektakli, które nie zostały połączone żadnym wspólnym hasłem tematycznym. W nazwie wydarzenia zastosowano liczbę pojedynczą: Warszawskie Spotkanie Teatralne. Pokazano wtedy przedstawienia m.in. Teatru im. Juliusza Słowackiego w Krakowie, Teatru Nowego w Łodzi i Teatru Polskiego w Poznaniu. Wszystkie spektakle prezentowane były w siedzibie Teatru Dramatycznego w Warszawie. Od tamtej pory przez kolejne szesnaście lat festiwal był organizowany każdego roku.
Pierwsze edycje Warszawskich Spotkań Teatralnych zazwyczaj odbywały się w grudniu. W czasie ich trwania pokazywano spektakle między innymi Konrada Swinarskiego (Sędziowie i Klątwa, Sen nocy letniej, Wszystko dobrze co się dobrze kończy, Wyzwolenie), Jerzego Krasowskiego (Zemsta, Kondukt), Jerzego Jarockiego (Moja córeczka, Stara kobieta wysiaduje, Szwecy, Matka, Sen o Bezgrzesznej), Józefa Szajny (Rzecz listopadowa), Andrzeja Wajdy (Biesy, Noc listopadowa, Z biegiem lat z biegiem dni), Krystyny Skuszanki (Lilia Weneda), Kazimierza Dejmka (Operetka), Jerzego Grzegorzewskiego (Wesele, Nie-boska komedia). W 1973 roku w programie Warszawskich Spotkań Teatralnych zabrakło jednego z najgłośniejszych spektakli sezonu: Dziadów wyreżyserowanych przez Konrada Swinarskiego w Starym Teatrze w Krakowie. Oficjalnym powodem nieobecności przedstawienia były problemy techniczne z przeniesieniem go na inną scenę, najprawdopodobniej jednak władze PRL-u obawiały się prezentacji w Warszawie Dziadów zaledwie pięć lat po wydarzeniach ’68 roku. W 1976 na festiwalu jako wydarzenie towarzyszące pokazano Umarłą klasę Tadeusza Kantora, a w 1977 w tym samym trybie Nastazję Filipownę Andrzeja Wajdy. Oba przedstawienia stały się jednymi z najważniejszych wydarzeń tych edycji WST. Były to też pierwsze spektakle grane poza siedzibą Teatru Dramatycznego. Warszawskie Spotkania Teatralne cieszyły się ogromnym prestiżem wśród twórców teatralnych i zainteresowaniem widowni.

### 1987-1989 (edycje XVII-XIX)
Warszawskie Spotkania Teatralne powróciły w 1987 roku po przerwie spowodowanej wprowadzeniem stanu wojennego. W międzyczasie (w 1982 roku) władze odwołały ze stanowiska dyrektora Teatru Dramatycznego Gustawa Holoubka i powołały na jego miejsce Jana Pawła Gawlika. Gawlik został też dyrektorem nowo powołanego Teatru Rzeczypospolitej i funkcję tę pełnił do 1983 roku, kiedy kierownictwo oboma teatrami objął Mieczysław Marszycki. Teatr Rzeczypospolitej w 1986 roku dostał zadanie przywrócenia do życia Warszawskich Spotkań Teatralnych, co stało się w czasie edycji z 1987 roku.
W latach 1987–1989 odbyły się trzy edycje festiwalu. W czasie ich trwania pokazano przedstawienia m.in. Jerzego Jarockiego, Andrzeja Wajdy, Macieja Wojtyszki, Tadeusza Bradeckiego, Andrzeja Dziuka i Janusza Wiśniewskiego.

### 1990-2000 (edycje XX-XXVII)
W 1990 roku Teatr Rzeczypospolitej zakończył swoja działalność, a jego ówczesny dyrektor – Mieczysław Marszycki został (wspólnie z Pawłem Konicem) kierownikiem Teatru Małego działającego jako scena Instytutu Teatru Narodowego, później Teatru Narodowego. Impresariat Instytutu Teatru Narodowego stał się w ten sposób na następne dziesięć lat organizatorem Warszawskich Spotkań Teatralnych, które w tamtym czasie z powodów artystycznych i finansowych odbywały się nieregularnie.
Repertuar kolejnych edycji WST odzwierciedlał przemiany, jakie zachodziły w polskim teatrze po 1989 roku. Na festiwalu pokazano spektakle m.in. Krystiana Lupy (Bracia Karamazow, Kalkwerk), Mikołaja Grabowskiego (Opis obyczajów, Prorok Ilja), Ośrodka Praktyk Teatralnych Gardzienice (Carmina Burana, Awwakuma), Towarzystwa Wierszalin (Turlajgroszek, Klątwa), Tadeusza Kantora (Dziś są moje urodziny), Leszka Mądzika (Tchnienie), Jerzego Jarockiego (Pułapka, Sen srebrny Salomei, Płatonow, Ślub). W 1996 roku na festiwalu po raz pierwszy w programie znalazły się przedstawienia teatrów lalkowych. W czasie ostatniej w tym okresie, 27. edycji zaprezentowano także trzy przedstawienia zagraniczne: Tkaczy w reż. Franka Castrofa z Berlina, Makbeta w reż. Eimuntasa Nekrošiusa z Wilna i Poskromienie złośnicy Wladimira Mirzojewa z Moskwy.
Pod koniec lat 90. władze miasta podjęły decyzję, że miastu potrzebny jest nowy, bardziej atrakcyjny festiwal teatralny. Pomysł na jego organizację wygrali ówcześni dyrektorzy Teatru Dramatycznego: Anna Sapiego i Piotr Cieślak, co doprowadziło do powołania Festiwalu Festiwali Teatralnych „Spotkania”. Impreza ta została przez kolejną ekipę kierującą Teatrem Dramatycznym – Pawła Miśkiewicza i Dorotę Sajewską – zastąpiona Międzynarodowym Festiwalem Teatralnym Warszawa Centralna. Organizację Warszawskich Spotkań Teatralnych w 2000 roku zarzucono.

### 2008-2012 (edycje XXVIII-XXXII)
W 2008 władze miasta powróciły do idei organizacji Warszawskich Spotkań Teatralnych i powierzyły to zadanie Instytutowi Teatralnemu im. Zbigniewa Raszewskiego w Warszawie kierowanemu w tamtym czasie przez Macieja Nowaka. Nowak zapowiedział wprowadzenie na pierwszej po wznowieniu edycji festiwalu trzech nurtów programowych: głównego (ważne przedstawienia z całej Polski), młodych twórców (nurt Zadara.pl) oraz offowego (Wrocław Off). Festiwal, który do 2000 odbywał się późną jesienią lub zimą przeniesiono na wiosnę.
W czasie pięciu edycji festiwalu pokazano między innymi spektakle Jana Klaty (Transfer!, Oresteja), Krystiana Lupy (Factory 2), Piotra Cieplaka (Król umiera, czyli ceremonie), Michała Zadary (Ifigenia. Nowa tragedia), Moniki Strzępki (Był sobie Polak, Polak, Polak i diabeł), Anny Smolar (Bullerbyn). W ramach festiwalu od 29. edycji zaczęto organizować „Polish Show Case” – kilkudniową prezentację polskich przedstawień dla zagranicznych krytyków, producentów i dyrektorów teatrów oraz festiwali. Program został także poszerzony o przeglądy filmów.
W 2010 roku jubileuszowa 30. edycja Warszawskich Spotkań Teatralnych została odwołana decyzją organizatorów z powodu katastrofy samolotu prezydenckiego pod Smoleńskiem. Posunięcie to okazało się kontrowersyjne – część przedstawicieli środowiska teatralnego uznała je za błąd (m.in. dramaturg Igor Stokfiszewski oraz reżyserzy Wojciech Klemm i Bartosz Frąckowiak), inni (m.in. badaczki Joanna Krakowska i Krystyna Duniec) bronili decyzji Macieja Nowaka. W roku 2011 zorganizowano edycję [30.]/31. Warszawskich Spotkań Teatralnych, co pozwoliło na zachowanie ciągłości numeracji.
W czasie edycji festiwalu w 2010 roku po raz pierwszy miał odbyć się przegląd spektakli dla młodszych widzów (Małe Warszawskie Spotkania Teatralne), pomysł ten zrealizowano w kolejnych latach.

### Od 2013 roku (od edycji XXXIII)
W 2013 roku do roli organizatora Warszawskich Spotkań Teatralnych powrócił Teatr Dramatyczny w Warszawie. Od tamtego czasu na festiwalu ze swoimi spektaklami gościli między innymi: Wiktor Rubin (Caryca Katarzyna, I tak nikt mi nie uwierzy), Jan Klata (Dług, Wesele, Do Damaszku, Titus Andronicus), Monika Strzępka (Jeńczyna, K., Nie-boska komedia. WSZYSTKO POWIEM BOGU!, 33 położnice szpitala św. Zofii), Małgorzata Warsicka (Beniowski. Ballada bez bohatera), Cezary Tomaszewski (Gdyby Pina nie paliła, to by żyła, Instytut Goethego), Remigiusz Brzyk (Korzeniec, Koń, kobieta kanarek, 1946), Iwona Kempa (Rytuał), Michał Zadara (Dziady), Ewelina Marciniak (Śmierć i dziewczyna) oraz Krystian Lupa (Wycinka). Utrzymana została też tradycja prezentowania spektakli młodych artystów i artystek obok przedstawień uznanych twórców i twórczyń. Do tej grupy należą między innymi pokazy produkcji Jędrzeja Piaskowskiego (Nad Niemnem), Darii Kopiec (Zakonnice odchodzą po cichu), Katarzyny Szyngiery (Swarka) czy Radka Stępnia (Matka). Na Warszawskich Spotkaniach Teatralnych regularnie prezentowane są także przedstawienia polskich twórców realizowane za granicą (np. Lokis w reż. Łukasza Twarkowskiego z Litewskiego Narodowego Teatru Dramatycznego, Bokser w reż. Eweliny Marciniak z Thalia Theater w Hamburgu).
W 2019 roku Warszawskim Spotkaniom Teatralnym towarzyszył nurt Grotowski Fest, w ramach którego odbyły się wykłady teatrologów i teatrolożek (Dariusza Kosińskiego, Agnieszki Wójtowicz, Małgorzaty Dziewulskiej i Krisa Salaty), konferencja „Grotowski – teksty zebrane”, rozmowa panelowa „Dwadzieścia lat później”, a także dodatkowe pokazy offowych spektakli teatralnych (m.in. Teatru Ósmego Dnia, Teatru Węgajty i Teatru Chorea).
Do roku 2019 regularnie organizowano także Małe Warszawskie Spotkania Teatralne – przegląd spektakli dla młodszych widzów.
W 2020 roku z powodu pandemii koronawirusa 40. edycja Warszawskich Spotkań Teatralnych wyjątkowo odbyła się w grudniu, w trybie zdalnym (w formie transmisji spektakli, które można było oglądać na stronie internetowej festiwalu). W kolejnym roku wszystkie przedstawienia zaproszone na festiwal były pokazywane zarówno na żywo, jak i online.

## Teatry najczęściej prezentowane na festiwalu
Wśród teatrów, których spektakle najczęściej były prezentowane na Warszawskich Spotkaniach Teatralnych w całej historii festiwalu rekordzistą jest Narodowy Stary Teatr w Krakowie. Szczególnie często pokazywane były też przedstawienia: Teatru Polskiego we Wrocławiu, Wrocławskiego Teatru Współczesnego, Teatru Wybrzeże w Gdańsku, Teatru im. Juliusza Słowackiego w Krakowie, Teatru Nowego w Poznaniu oraz Teatru Nowego w Łodzi.

## Tryb selekcji spektakli
Spektakle pokazywane na Warszawskich Spotkaniach Teatralnych prawdopodobnie już od 3. edycji były wybierane przez Radę Programową (później nazywaną Komisją Artystyczną), która jednak bardzo długo działała w składzie utajonym. Ujawnienie nazwisk członków rady nastąpiło dopiero w 1978 roku i od tamtego czasu pozostawało jawne. W skład gremium decydującego o programie WST, oprócz kolejnych dyrektorów Teatru Dramatycznego, w różnych latach wchodzili między innymi: Jerzy Koenig, Elżbieta Wysińska, Maciej Englert, Grzegorz Wiśniewski, Jacek Sieradzki, Tomasz Kubikowski, Ewa Wrońska, Katarzyna Osińska, Maryla Zielińska, Janusz Majcherek. Od 2013 roku powoływani są kuratorzy, którzy jednoosobowo tworzą program festiwalu.

## Daty wszystkich edycji festiwalu
I edycja: 25 listopada – 4 grudnia 1965 (nazwa: Warszawskie Spotkanie Teatralne)
II edycja: 1–8 grudnia 1966
III edycja: 1–10 grudnia 1967
IV edycja: 1–10 grudnia 1968
V edycja: 12–21 grudnia 1969
VI edycja: 10–19 grudnia 1970
VII edycja: 23 listopada – 2 grudnia 1971
VIII edycja: 1–12 grudnia 1972
IX edycja: 12–21 grudnia 1973
X edycja: 1–10 grudnia 1974
XI edycja: 13–22 grudnia 1975
XII edycja: 11–22 grudnia 1976
XIII edycja: 6–17 grudnia 1977
XIV edycja: 1–10 grudnia 1978
XV edycja: 3–12 grudnia 1979
XVI edycja: 23 stycznia – 9 lutego 1981
XVII edycja: 28 lutego – 12 marca 1987
XVIII edycja: 17–29 stycznia 1988
XIX edycja: 19–31 stycznia 1989
XX edycja: 6–16 grudnia 1990
XXI edycja: 22 stycznia – 6 lutego 1992
XXII edycja: 30 stycznia – 8 lutego 1993
XXIII edycja: 26 stycznia – 5 lutego 1994
XXIV edycja: 28 stycznia – 7 lutego 1995
XXV edycja: 21 listopada – 5 grudnia 1996
XXVI edycja: 14–27 marca 1998
XXVII edycja: 25 września – 8 października 2000
XXVIII edycja: 29 marca – 11 kwietnia 2008
XXIX edycja: 6–23 maja 2009
XXX edycja: 11–28 kwietnia 2010 (odwołana)
XXXI edycja: 1–15 kwietnia 2011 (edycja oficjalnie numerowana: [30.]/31.)
XXXII edycja: 24 marca – 4 kwietnia 2012
XXXIII edycja: 18 kwietnia – 1 maja 2013
XXXIV edycja: 4–14 kwietnia 2014
XXXV edycja: 21 marca – 2 kwietnia 2015
XXXVI edycja: 14–27 kwietnia 2016
XXXVII edycja: 30 marca – 11 kwietnia 2017
XXXVIII edycja: 16–28 maja 2018
XXXIX edycja: 3–16 kwietnia 2019
XL edycja: 5–16 grudnia 2020
XLI edycja: 6–20 czerwca 2021